# 马鸣镇
马鸣镇，原为马鸣乡，是中华人民共和国四川省绵阳市梓潼县曾经下辖的一个镇。2018年撤乡设镇。。区划代码改为510725116。2019年12月，撤销马鸣镇，将其所属行政区域划归文昌镇管辖。

## 行政区划
马鸣镇撤销前下辖以下地区：
尖峰村、马灯村、高桥村、红寨村、风箱村、云峰村、玉马村、桅杆村、土寨村、飞龙村、阳坪村、金燕村、前桥村和凤泉村。